# 大阪府立西浦高等学校
大阪府立西浦高等学校（おおさかふりつ にしうら こうとうがっこう、英: Osaka Nishiura High School）は、かつて大阪府羽曳野市西浦にあった公立の高等学校。高校生急増期の昭和後期1978年に誘致運動を受け、府立118番目に新設されたマンモス校。平成中期2008年に少子化の影響で統廃合され、閉校となった。後身は大阪府立懐風館高等学校。

## 概要
1971年（昭和46年）誕生の黒田革新府政が、高校入試で「十五の春は泣かせない」政策として、大幅に府立高校を新設。1973年度だけで開校13校が計画され各自治体が地元誘致運動を進める中、118番目の府立高校として1978年に開校した。
略称はそのまま「西浦」（にしうら）または「西高」（にしこう）であった。在校生は「西高生」（にしこうせい）と呼ばれることが多かった。
教育課程は全日制課程で普通科を設置。校地は国道170号線（大阪外環状線）に面しており、学校周辺は田園地帯で、また古市古墳群などの史跡も多く立地。近隣住民の活動の場として施設の開放を行っていた。
大阪府教育委員会は2007年（平成19年）、府立高等学校特色づくり・再編整備計画に基づき、西浦高校と大阪府立羽曳野高等学校を統合し、新たに普通科総合選択制の高校を設置する構想を発表した。新高校は大阪府立懐風館高等学校として2009年に開校（羽曳野高校の校舎内）。これに伴い西浦高校は同年度より生徒募集を停止され、最後の在校生31期生が卒業した2011年3月に閉校した。卒業生は総計1万1806名。
この計画を含む大阪府立高校統廃合計画に対しては「大阪府の公立高校受験者の増加・公立志向の高まり」「大阪府内で5000人以上の公立高校不合格者が出ていること」「西浦・羽曳野両校の統合についても、統合後の校舎選定の理由について明確な説明がない」「交通の便についても両校とも悪くない」など、計画に反対ないしは疑問視する意見も出されていた。
跡地は2015年より大阪府立西浦支援学校となっている。

## 沿革

### 年表
- 1977年（昭和52年） - 3月31日、「大阪府立第118高等学校」（仮称）建設予算が大阪府議会で議決され、大阪府教育委員会で設立準備を開始。6月8日、第1期建設工事の契約が承認（この日を創立記念日とする）。12月19日、「大阪府立西浦高等学校」設置条例が議決[1]
- 1978年 - 4月1日、開校（現在地）。第1期生12クラス564名が入学[1]
- 2007年 - この年入学の生徒から、学区再編に伴い第7学区から第3学区となる
- 2009年 - 大阪府立懐風館高等学校の開校に伴い生徒募集を停止
- 2011年（平成23年） - 2月26日、卒業証書授与式と閉校式。3月、廃校（閉校）

## 基礎データ

### 交通アクセス
鉄道
- 近鉄南大阪線 古市駅より南西へ約1.6km（徒歩で約20分）

自動車
- 西名阪自動車道 藤井寺ICより南へ約5km
- 南阪奈道路 羽曳野ICより北へ約1.6km

### 象徴
校章
校章は、西浦の「西」を図案化したものであり、全体としてのふくらみは古市古墳群を表している。

## 組織

### 関連団体
- 大阪府立西浦高等学校同窓会 - 同窓会。固有の団体名は無し。

## 主な卒業生
芸能
- 澄川真琴 - 元女優・元声優